# Mexichromis trilineata
Espèce
Synonymes
- Chromodoris virgata Bergh, 1905
- Goniodoris trilineata A. Adams & Reeve, 1850 (à l'origine)
- Pectenodoris trilineata (A. Adams & Reeve, 1850)

Mexichromis trilineata est une espèce de Nudibranches de la famille des Chromodorididés. C'est une limace de mer.
L'espèce a été décrite pour la première fois en 1850 par le conchyliologiste britannique Arthur Adams (1820-1878) et le malacologiste Lovell Augustus Reeve (1814-1865).